# Pascal Mourgue
Pour les articles homonymes, voir Mourgue.
Pascal Mourgue, né le 23 novembre 1943 à Neuilly-sur-Seine et mort le 6 décembre 2014 à Montreuil, est un designer français.

## Biographie
Diplômé de l'École Boulle et de l'École nationale supérieure des arts décoratifs de Paris, Pascal Nicolas Mourgue est l'auteur de plusieurs meubles notables dont les canapés Câlin et Smala, et les chaises Lune d'argent et Tutti Frutti.